# RengaNek
RengaNek è un album di inediti di Francesco Renga e Nek, pubblicato l'8 settembre 2023.

## Descrizione
L'uscita dell'album è stata anticipata da due singoli: L'infinito più o meno, pubblicato il 10 marzo 2023, e Il solito lido, pubblicato il 9 giugno 2023. L'8 settembre, giorno dell'uscita del disco, viene pubblicato anche il terzo singolo estratto, Inspiegabile.
Il 9 febbraio 2024 è stata pubblicata una riedizione dell'album con l'inserimento del brano Pazzo di te, presentato in gara al 74º Festival di Sanremo.

## Tracce
1. Giura Giuda – 3:10
2. Scrivi una canzone – 3:28
3. Più grande – 3:11
4. Faro – 3:11
5. Sale – 3:23
6. Storie di paura – 3:28
7. L'infinito più o meno – 3:27
8. Tutta natura – 3:11
9. A fianco – 3:04
10. Inspiegabile – 3:38
11. Il solito lido – 3:17

Tracce bonus nell'edizione del 2024
1. Dolcevita – 2:55
2. Pazzo di te – 2:57

## Classifiche
| Classifica (2023) | Posizione massima |
| ----------------- | ----------------- |
| Italia            | 11                |